# Siouville-Hague
Siouville-Hague település Franciaországban, Manche megyében. Lakosainak száma 936 fő (2022. január 1.). Siouville-Hague Héauville, Helleville és Tréauville községekkel határos.

## Népesség
A település népessége az elmúlt években az alábbi módon változott:
| Lakosok száma | 427  | 821  | 996  | 1079 | 1080 | 1073 | 1033 | 952  | 947  | 936  |
|               | 1968 | 1982 | 1990 | 2006 | 2013 | 2015 | 2017 | 2019 | 2020 | 2022 |